# فارياب (قرية)
 فاریاب  قرية كبيرة تتبع ناحية كوخرد  (بالفارسية: بخش كوخرد) 
من توابع مدينة بستك وتقع في محافظة هرمزگان في جنوب غرب إيران. تقع «قرية فارياب » في الجنوب الغربي لقرية كوهيج، وتبعد عن «مدينة بستك » بمسافة 18 كيلومتراً. يرجع تاريخ هذه القرية إلى ما قبل الإسلام. كذلك تعرف هذه القرية عند عامة الناس بــ(فارياب كوهيج).

## حدود قرية فاریاب
حدود قرية فاریاب: من الشمال قرية كوهيج، ومن الجنوب نهر مهران ،من الغرب قرية ميستان ومن الشرق تنتهي بـقرية كتاب.

## السكان
يبلغ عدد سكان هذه القرية حسب تعداد السكان لعام 2006 للميلاد، (1385) نسمة تشكل (145) عائلة، من أهل السنة والجماعة وعلى المذهب الشافعي. يتكلمون الفارسية باللهجة المحلية. لديهم مساجد ومدارس ابتدائية وعياده صحية حديثة.

## كلمة فارياب
فاریاب  تعني (الفلج) والجمع « أفلاج »، يوجد في القرية فلج قديم قائم حتى الآن، والمزارعون يستفيدون من مياه لري المزراع النخيل والبساتين. كذلك تستخدم مياه في ري المحاصيل الزراعية. والفلج عبارة عن مجرى للمياه التي تنبع من الجبال وهي صالحة للري وللشرب في بعض المناطق، وهذه المجاري والقنوات مبنية منذ القدم من المنبع إلى مناطق الري، وتتراوح المسافة بين المنبع والقرى من 22 إلى 12 كيلومترا تقريبا،
وطريقة الري هذه تعتمد على البحث عن المياه الجوفية أولاً ثم حفر بئر أو أكثر للتأكد من وجودها بكميات وفيرة. ومستوى قعر البئر ألام يجب أن يكون في كل الأحوال أعلى من مستوى الحقول الزراعية لضمان تدفق المياه وألا لم تكن هناك أية فائدة من تكملة إنشاء الفلج.
يبلغ طول بعض الأفلاج حوالي عشرة كيلومترات وقد تكون اقل من ذلك أو أكثر وذلك يعتمد على عمق تواجد المياه في جوف الأرض وكذلك على طوبوغرافية المنطقة التي تحفر فيها القناة الأفقية وبعد المنطقة الزراعية عن المصدر الأصلي للفلج.

## موقع القرية على خارطة غوغل ماب
- موقع قرية فاریاب على: Google Maps

## وصلات خارجية
- الادارية لمحافظة هرمزگان
- الادارية لمحافظة هرمزگان (بلده كوخرد)